# Bopolu District
Bopolu är ett distrikt i Liberia. Det ligger i regionen Gbarpolu County, i den nordvästra delen av landet, 100 km norr om huvudstaden Monrovia.